# Autécologie
L'autécologie (appelée également autoécologie ou auto-écologie) concerne l'étude des individus pris séparément dans leurs milieux (ou biotope), à l'inverse de la démécologie. 
Elle s'intéresse aux exigences de l'espèce vis-à-vis des facteurs du milieu (vivant et non vivant). Les rapports entre l'individu et les autres espèces du milieu relèvent de la synécologie avec laquelle l'auto-écologie est souvent confondue.

## Utilisations scientifiques
Une étude auto-écologique simple reprend en général 
- les exigences de l'espèce pour son niveau trophique, thermique, lumineux et son gradient hydrique ou thermohygrométrique ;
- les facteurs abiotiques.

### Exemple du domaine forestier
L'autécologie est de plus en plus utilisée en sylviculture et agroforesterie où elle peut par exemple aider un forestier ou un agrosylviculteur à mieux « installer chaque essence à sa place », notamment en fonction de ses capacités d'enracinement, à mieux comprendre les effets de la compétition interspécifique ou interindividuelle dans le phénomène de régénération forestière ou mieux comprendre — et non seulement décrire — la phytosociologie et le rôle respectif d'une espèce par rapport à d'autres dans la forêt :  par exemple, le bouleau jaune, les fruitiers forestiers tels que merisier, alisier torminal, cormier, poirier commun et pommier sauvage en Europe tempérée ou le frêne Fraxinus excelsior, qui ont des exigences édaphiques et géomorphologiques particulières. Parfois, il s'agit de mieux faire croître et valoriser des essences précieuses (souvent solitaires ou ayant des besoins précis en termes d'habitat.